# フランベジア
フランベジア（framboesia, 英病名：yaws）あるいはいちご腫は、スピロヘータの一属であるトレポネーマ属によって発生する感染症である。トレポネーマ属による疾患には、梅毒、ピンタ、ベジェルなどがある。後記の理由により、森林梅毒や風土性トレポネーマ症とも呼ばれる。梅毒の原因菌である梅毒トレポネーマ Treponema pallidum と形態学的にも血清学的にも鑑別できない。
2013年の WHO総会での決議66.12の中で、フランベジアは2020年までに根絶するという目標が定められた。

## 病原体・感染経路
Treponema pertenueと呼ばれるトレポネーマであり、同じくトレポネーマによる病気である梅毒の近縁種である（梅毒トレポネーマの亜種(T. pallidum pertenue)として扱われることもある）。したがってトレポネーマに感染しても梅毒と同様にワッセルマン反応に陽性となるが、性感染病ではないため森林梅毒(forest yaw, bush yaw)という別名がついた。正確な感染経路は不明であるが、皮膚と粘膜からの直接的な接触による感染と考えられ、風土病として幼児からの早期の感染が疑われている。梅毒と異なり、血液感染や経胎盤感染は起きない。
同種の病原菌によって生じる感染症、
- Treponema pertenue 亜種 endemicum - ベジェル
- Treponema pertenue 亜種 pertenue - イチゴ腫
- Treponema carateum - ピンタ

## 歴史・分布
森林梅毒という名前の通り、フランベジアは高温多湿の地域（森林や沿岸）で衛生状態が劣悪なところに見られる。小児から感染し、大人の抗体反応から分布域では数割の感染既往が推測されている。WHOはラテンアメリカ、アフリカ、アジア、オセアニアに1,000万人のフランベジア患者がいると推定している。

## 経過

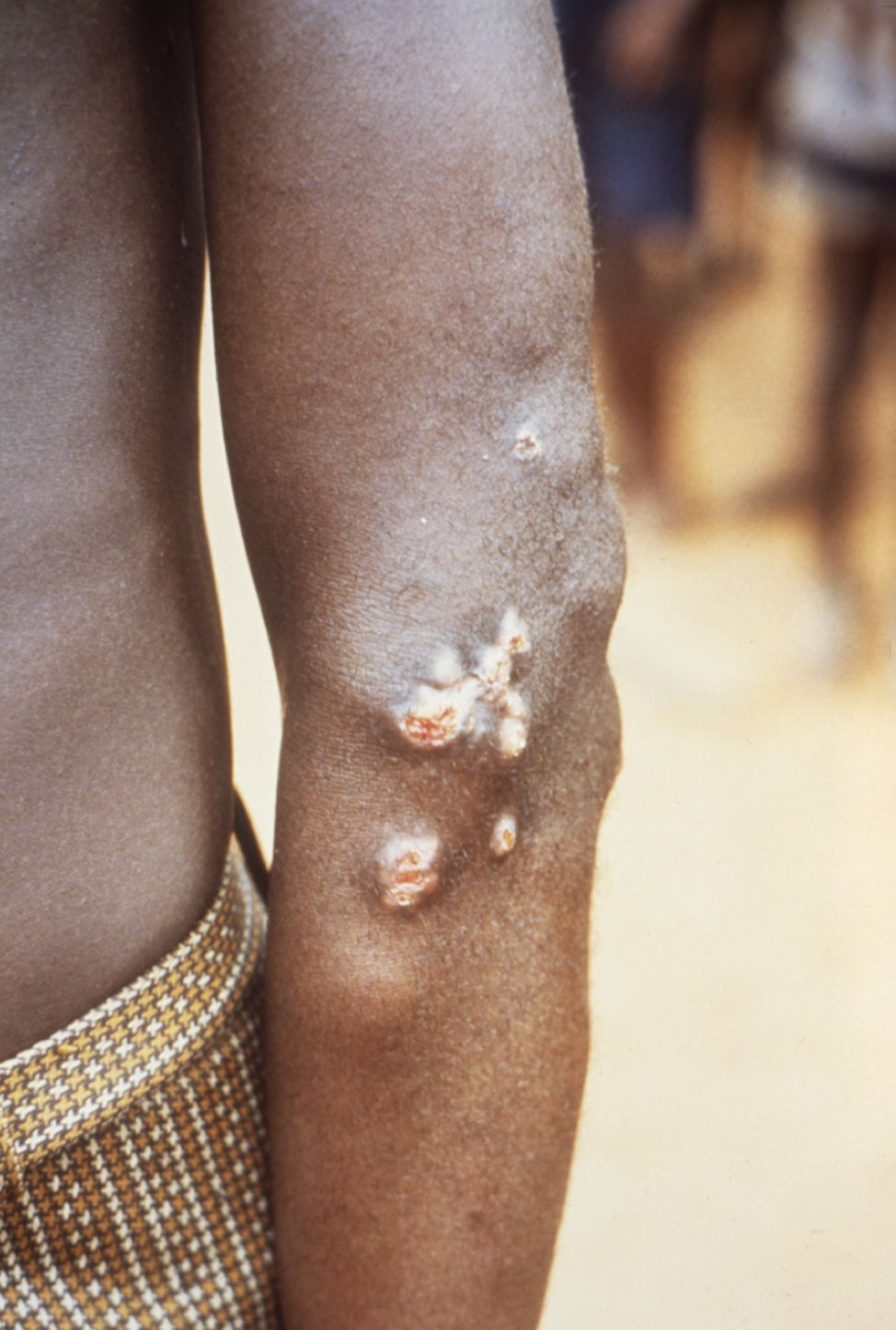
フランベジアトレポネーマ細菌感染による肘の関節周辺に生じた結節

フランベジアの経過は3期に分類されている。潜伏期間は3-4週間
- 第1期 フランベジア性下疳の出現。通常下肢(95%)に発生し、潰瘍の大きさは数cm程度無痛性で痒みがある。表面は膜、痂皮で覆われている。また潰瘍部位近傍にリンパ節炎を合併することが多い。3週間続く。
- 第2期 熱帯イチゴ腫（ピアノーマ）とよばれる大型のフランベジア性腫瘤が、小型の腫瘤に取り囲まれて出来る。yaws（スコットランドのキイチゴ(framboises)）という英語名は、このイチゴ腫の外見からつけられた。手掌や足底部にも有痛性の潰瘍が出現する。第2期の病変は、数か月続く活動期を繰り返しつつ進行する。
- 第3期 第2期の病変に引き続き、時に数年の潜伏期をおいて出現する晩期病変。骨膜炎と骨炎は有痛性で、骨破壊をX線像で認め、鼻などの軟部組織と隣接する関節も破壊する。ただし梅毒とは異なり晩期においてもフランベジアでは心血管系と神経系の症状は出現しない。

## 治療
感受性のあるアジスロマイシンまたはベンザチン・ペニシリンなどの抗生物質を筋肉注射により投与する。（ただし、梅毒同様に第3期の組織破壊は不可逆である）。抗生物質の使用によりアジア、ラテンアメリカではフランベジアの分布は縮小しつつある。ペニシリンに対するアレルギーを有する場合、ドキシサイクリンを使用する。

## ワクチン
- 感染を予防するワクチンはない[2]。